# Cupey (estación del Tren Urbano de San Juan)
Cupey es una estación de metro del Tren Urbano en el distrito de El Cinco en San Juan, Puerto Rico. La estación fue inaugurada el 17 de diciembre de 2004. Se compone de dos andenes laterales de 138 metros de longitud y dos vías centrales. La estación cuenta con facilidades de Park and Ride y una terminal de autobuses.
El Tren Urbano así como la red de autobuses y las lanchas de Cataño están gestionados por la Autoridad de Transporte Integrado (ATI) de la Autoridad Metropolitana de Autobuses (AMA).

## Terminal de autobús

### Rutas
Carolina
- T7: Estación Cupey – Avenida 65 de Infantería (PR-3) – Terminal Carolina

Cupey
- D18: Estación Cupey – Calle Paraná – El Señorial – Ave. Winston Churchill – Riveras de Cupey

Otras rutas
- T9 Archivado el 30 de diciembre de 2016 en Wayback Machine.: Estación Cupey – Río Piedras – Hato Rey (Ave. Barbosa) – Barrio Obrero – Estación Sagrado Corazón – Santurce – Miramar – Terminal Covadonga Viejo San Juan
- D13: Estación Cupey – El Señorial – Universidad Interamericana
- D15 Archivado el 30 de diciembre de 2016 en Wayback Machine.: Estación Cupey – Río Piedras – Residencial Manuel A. Pérez – Hato Rey – Estación Sagrado Corazón

## Proyecto de Arte Público
La estación cuenta con un mural como una obra de arte público titulado «Mi Río Piedras» por el artista Edgard Rodríguez Luiggi. El mural rescata la relación histórica entre los sectores de Cupey y Río Piedras. Utilizando la metáfora de la ciudad desde una perspectiva surrealista, Edgard Rodríguez Luiggi alude a un «río» que une ambas comunidades del municipio de San Juan.

## Lugares de interés
- Universidad Metropolitana de Puerto Rico
- Jardín Botánico de San Juan
- Corredor Ecológico de San Juan
- El río Piedras